# Tot o res
Tot o Res fue un programa de televisión catalán emitido por la cadena TV3 desde el 9 de enero de 2017. En el concurso, presentado por Ares Teixidó i Domínguez, se hacen preguntas de cultura general. El programa sustituye a El gran dictat en la franja horaria anterior al Telenotícies. El programa está producido por Triacom Audiovisual.
En el programa participa un concursante que aspira a conseguir el bote, mientras que hay tres más que intentarán ocupar el lugar del primero. A la pregunta final, se lo juega a todo o nada.
Finalizó el 27 de mayo de 2017.